# Harper Adams University

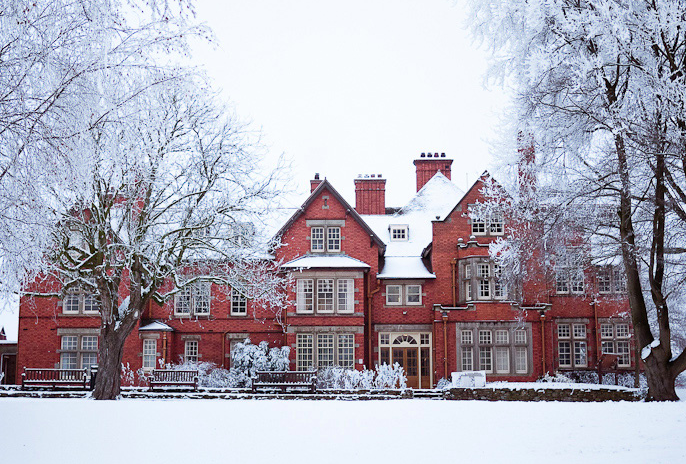
Harper-Adams-Universität Gebäude

Die Harper Adams University ist eine staatliche Universität in dem Ortsteil Edgmond von Newport in England mit einer Anzahl von ungefähr 5000 Studenten.
Diese widmet sich vor allem der voranschreitenden Entwicklung der Lebensmittelproduktion, den Tierwissenschaften, sowie der Landbewirtschaftung und dem Nachhaltigkeitsaspekt der Wirtschaft.

## Historisches

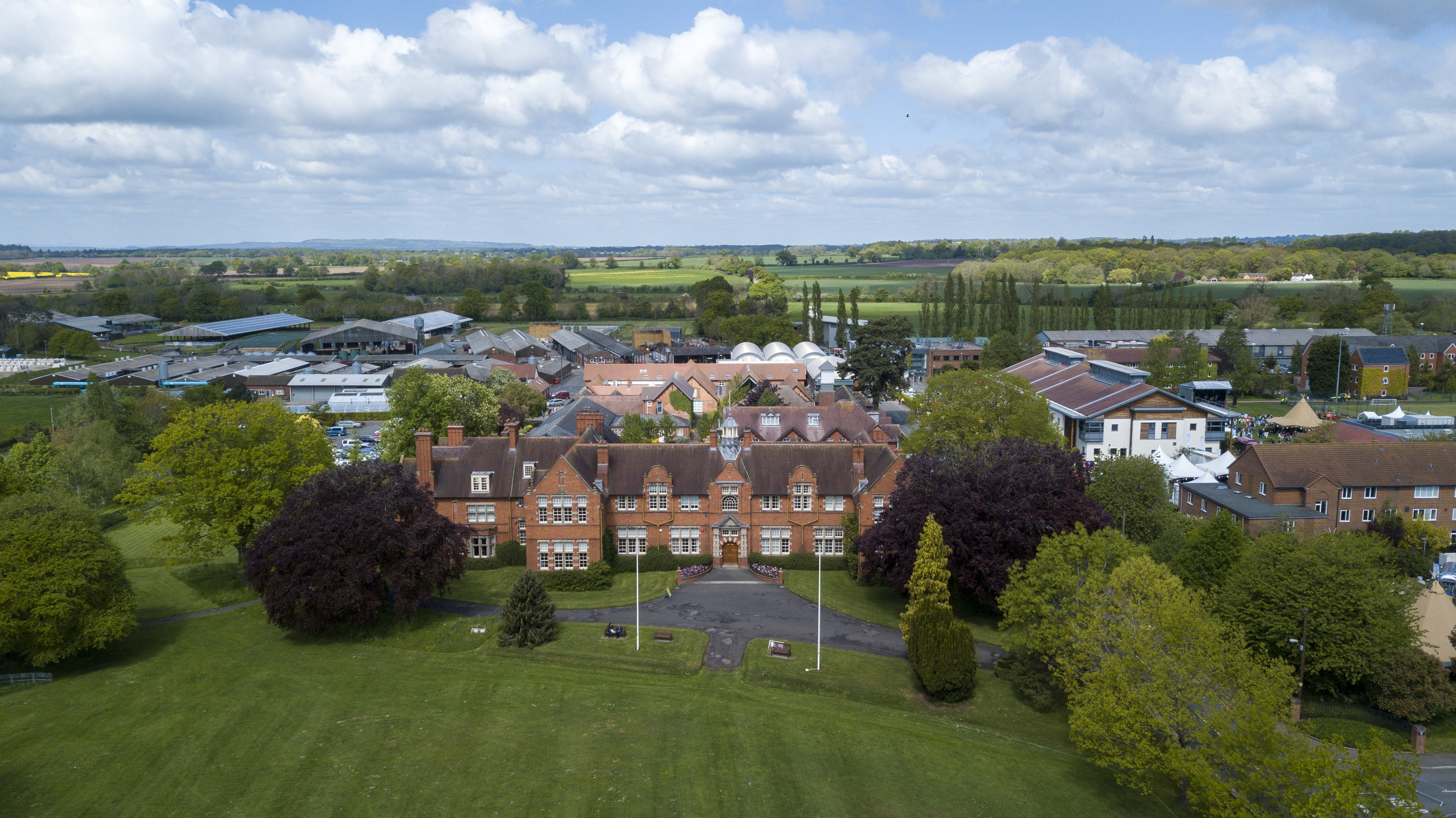
Harper-Adams-Universität

Durch den Willen von Thomas Harper Adams wurde damals der erste Grundstein für die Entstehung der Universität gelegt. Der damalige Farmer hinterließ nach seinem Tod im Jahre 1892 sein gesamtes Vermögen inklusive seines Anwesens in Shropshire, um damit die weiterführende Lehre der Landwirtschaft aufrechtzuerhalten und zu unterstützen. Nur neun Jahre später öffnete das sogenannte „Harper Adams College“ mit einer Anzahl von insgesamt sechs Studenten. Die Lehranstalt umfasste damals das Hauptgebäude, das an eine 178 Hektar große Farm angrenzte, und das Familienanwesen, dem sogenannten „Ancellor House“.
Im Jahre 1904 reisten bereits mehrere Studenten durch das vereinigte Königreich und die Republik von Irland, um von den aktuellsten Entwicklungen bezüglich der Agrarwissenschaften zu erfahren. Auch während des ersten und Zweiten Weltkriegs blieb das Harper Adams College weiterhin bestehen, trotz „landwirtschaftlicher Depression“ nach dem Ersten Weltkrieg.
In den letzten Jahrzehnten wuchs die Studentenanzahl stetig weiter bis Harper Adams 2012 offiziell der volle Universitätstitel verliehen wurde.

## Zahlen zu den Studierenden
Im Studienjahr 2022/2023 nannten sich von den 5070 Studenten der Harper Adams University 2855 weiblich (56,3 %) und 2205 männlich (43,5 %).

## Auszeichnungen
Die Harper-Adams-Universität wurde unter die TOP 30 der besten Universitäten Englands bewertet (The Times und The Sunday Times Good University Guide 2021). Außerdem wurde sie für sechs Jahre in Folge (2017–2022) als die am besten bewertete moderne Universität des Vereinigten Königreichs anerkannt.
Des Weiteren fiel die englische Bildungsstätte unter die Top 10 in Großbritannien für die Zufriedenheit der Schüler (National Student Survey, 2021) und wurde 2020 als die Nummer 1 für Arbeitgeber in der Land- und Forstwirtschaft (QS World University Rankings 2020) angesehen.

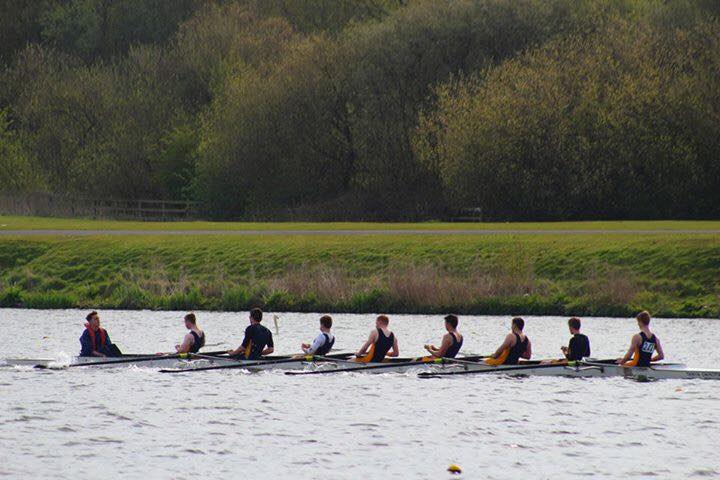
Harper Adams Ruderteam

## Sport und Vereine
Neben dem Unialltag haben Studenten die Möglichkeit in ihrer Freizeit an sportlichen Aktivitäten teilzunehmen:
Zum einen können sich die Schüler für Sportarten wie Eishockey, Rugby, Polo, Cricket oder ähnliches entscheiden. Zum anderen werden auch Vereine für den Pferdesport, für Rudern, Mountainbiking und den Motorsport angeboten. Zusätzlich dazu steht den Studenten eine Kraftstation sowie ein Tanz und Aerobic Studio zur Verfügung.

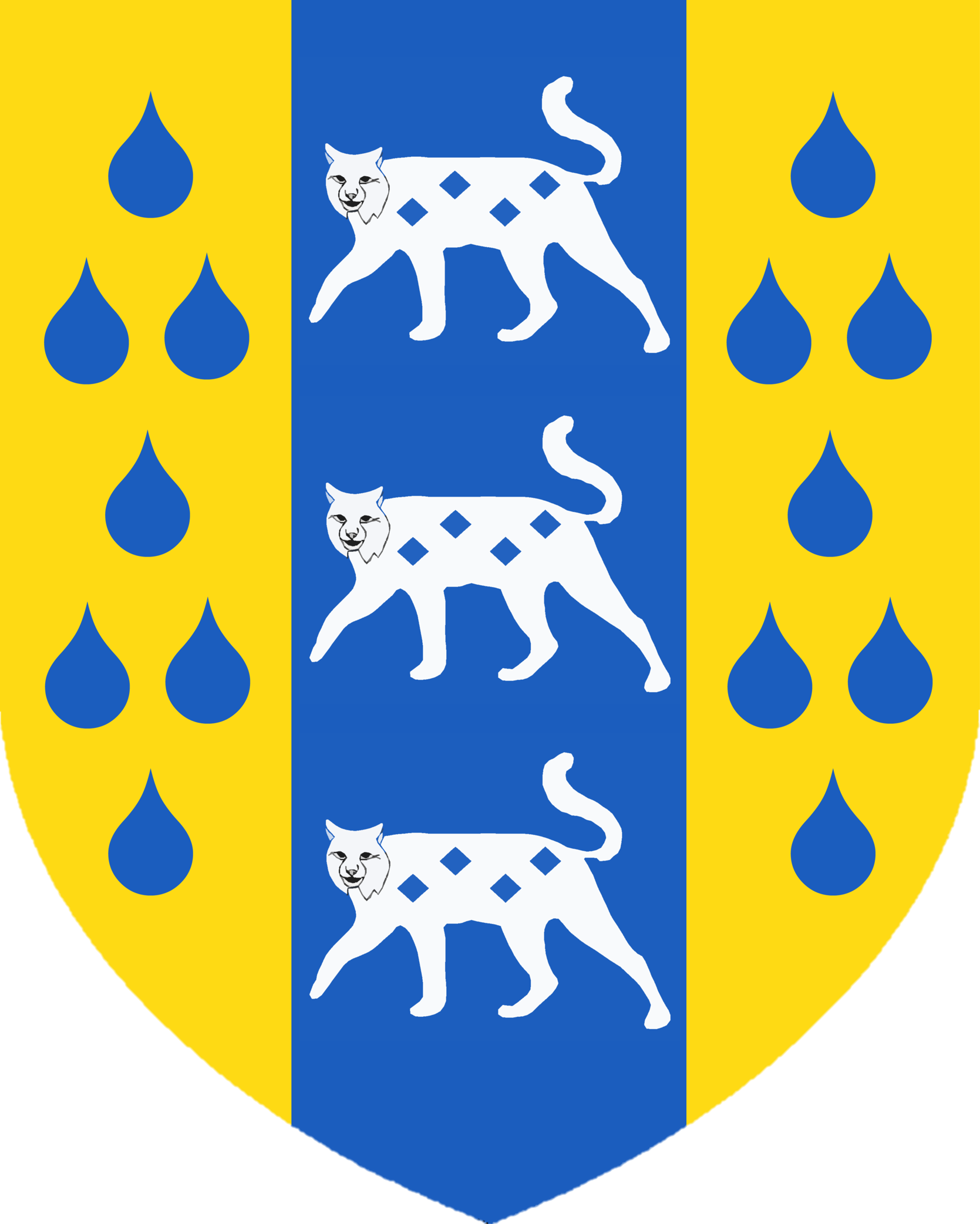
Harper Adams Wappen

## Wappen
Während der Feier anlässlich des 200. Geburtstags des Gründungsstifters Thomas Harper Adams im Jahr 2018 empfing die Universität offiziell das Eigentum am Familienwappen von Harper Adams vom Rouge Croix Pursuivant des College of Waffen.